# Millsfield
Millsfield är ett township (en typ av kommunfritt område) i Coos County i delstaten New Hampshire i USA. Vid folkräkningen år 2000 bodde 22 personer på orten. Den har enligt United States Census Bureau en area på totalt 117 km² varav 0,78 km² är vatten.
1. ↑  läs online, Internet Archive , läst: 27 februari 2020.[källa från Wikidata]
2. ↑  United States Census Bureau (red.), läs online, läst: 1 januari 2022.[källa från Wikidata]